# ريتشارد آدامز (فنان)
ريتشارد آدامز (بالإنجليزية: Richard Adams)‏ هو فنان نيوزيلندي، ولد في 1957 في لندن في المملكة المتحدة.